# Zwiastowanie (obraz El Greca z Colegio)
Zwiastowanie – obraz olejny hiszpańskiego malarza pochodzenia greckiego Dominikosa Theotokopulosa, znanego jako El Greco.
Obraz był jednym z siedmiu obrazów stworzonych w latach 1596–1600 dla poliptyku ołtarzowego kościoła seminaryjnego madryckiego Colegio de doña María de Aragón. Ołtarz został rozebrany podczas francuskiej okupacji Hiszpanii. Pięć obrazów trafiło ostatecznie do madryckiego muzeum Prado, a jeden do Narodowego Muzeum Sztuki w Bukareszcie. Siódmy obraz uznano za zaginiony. El Greco otrzymał zlecenie od wykonawców testamentu patronki kolegium, damy dworu Doñi Marii de Córdoba y Aragón, która zmarła w 1593 roku. Było to największe zlecenie, jakie otrzymał artysta – za jego zrealizowanie otrzymał 6000 dukatów. Zwiastowanie eksponowane jest obecnie w madryckim muzeum Prado.

## Opis obrazu

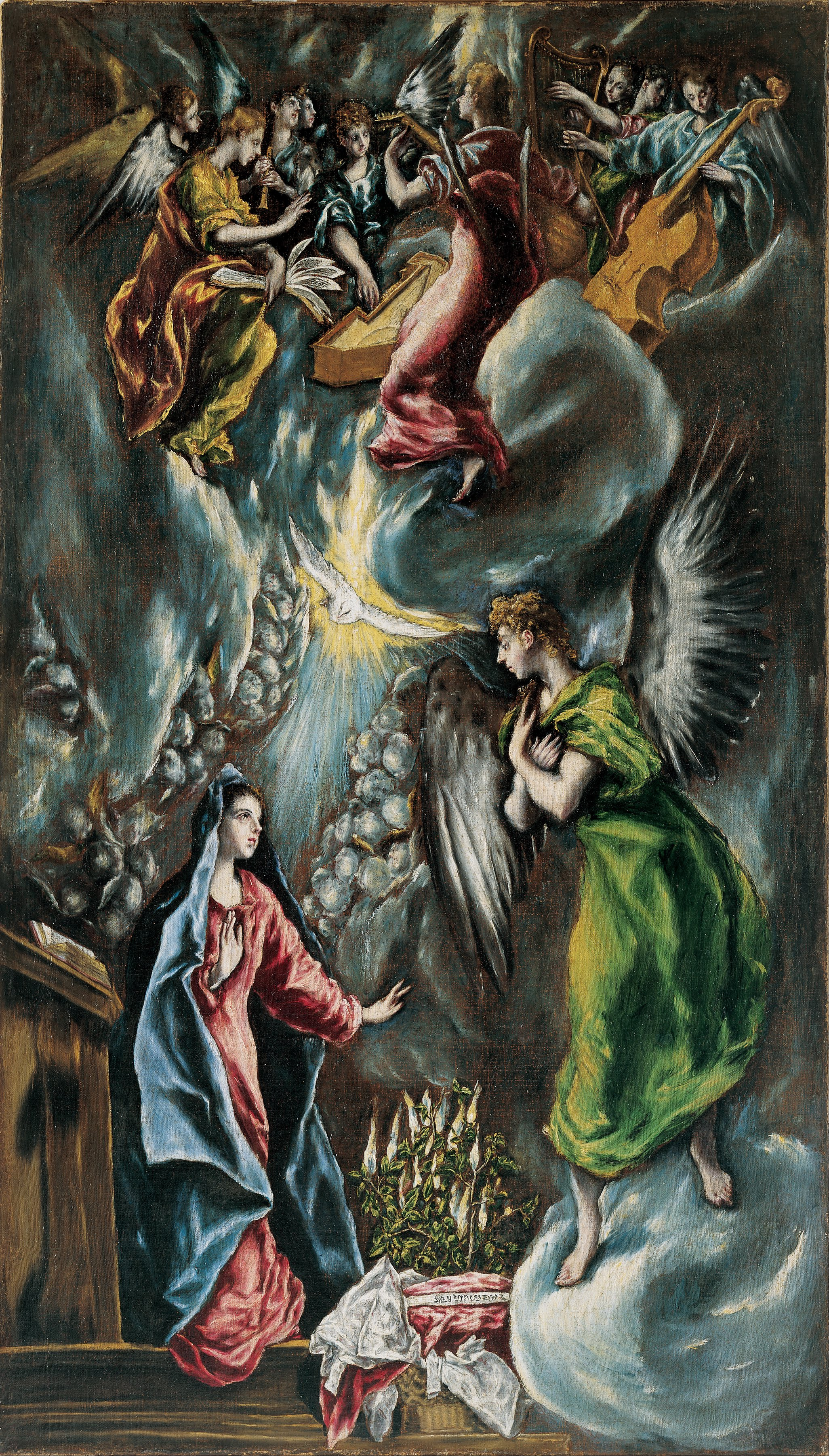
1597–1600,
113,8 × 65,4 cm
Muzeum Sztuk Pięknych w Bilbao

Temat Zwiastowania El Greco podejmował wielokrotnie. Po raz pierwszy jeszcze w 1570 roku podczas swojego pobytu w Wenecji. Powstało wówczas Zwiastowanie z wyraźnymi cechami stylu Tycjana. Obraz z kolegium jest już zupełnie odmienny, pozbawiony typowych ikonograficznych elementów dla tego tematu: brak w nim lilii występujących najczęściej dla zaznaczenia hortus clausus, brak w nim również elementów architektury prócz stopnia i wysokiego pulpitu na którym leży otwarta księga. Madonna, zwrócona do Archanioła Gabriela, wydaje się pozbawiona ciała a jej sylwetka podtrzymywana przez fałdy szaty, tak jak u większości wizerunków świętych El Greca. Maria jest bardzo młoda, ma delikatne rysy twarzy, oczy zalane łzami zwrócone w stronę anioła, który z kolei ma oczy spuszczone. On również jest młodzieńcem, wąskimi wydłużonymi stopami stojącymi na skale o wąskiej głowie z lokami, z drobną cofniętą brodą i ogromnymi skrzydłami. El Greco maluje go z nietypowym gestem rąk. Przeciwnie jak inni artyści ręce anioła są skrzyżowane, choć gest ten zarezerwowany był dotychczas dla Marii. Madonna ma otwarte ręce, dłonie skierowane na zewnątrz z typowym dla artysty gestem: jedna wyciąga się ku aniołowi a druga wysuwa delikatnie palec do przodu. Jej gest mówi o jej oddaniu przeznaczeniu i roli jakie wyznaczył jej Pan.
Pomiędzy nimi znajduje się małe ognisko z niewielkimi płomieniami. Nad nim, w osi kompozycji, widoczna jest gołębica od której spadają promienie. Jeszcze wyżej w niematerialnej wizjonerskiej przestrzeni znajdują się aniołowie grający na instrumentach: fletach, cymbałach, lutni, harfie. Każdy z tych instrumentów został namalowany z niderlandzką dokładnością jaką El Greco często posługiwał się. Z instrumentów zamiast muzyki wydobywa się światło będące synonimem boskiej melodii.
Obecnie zachował się szkic do Zwiastowania, przechowywany w Muzeum Thyssen-Bornemisza oraz wierna kopie znajdujące się w Muzeum Sztuk Pięknych w Bilbao i Bibliotece Muzeum Víctor Balaguer w Barcelonie.